# Monti Wenatchee

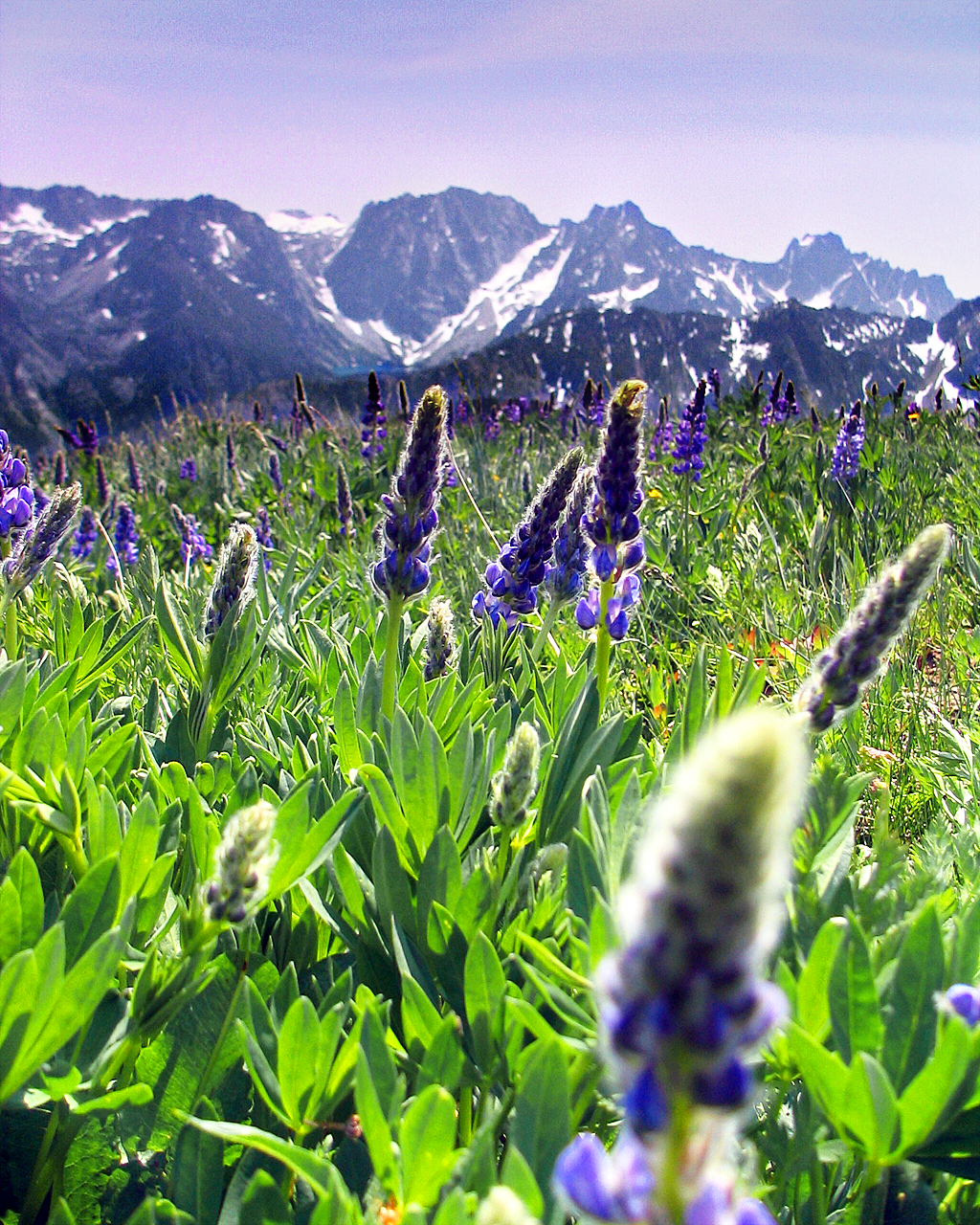
Il Dragontail Peak visto da una prateria ad alta quota sul monte Cashmere

I monti Wenatchee (in inglese Wenatchee Mountains) costituiscono una catena montuosa nella parte centrale dello stato del Washington, negli Stati Uniti d'America. Importante sottogruppo della più grande catena delle Cascate, essi si estendono a 80 km di distanza dal nucleo principale delle creste del complesso montuoso maggiore e separano il bacino del fiume Yakima da quello del Wenatchee. La catena funge da confine tra le contee di Chelan e di Kittitas.

## Geografia
Il famoso scalatore Fred Beckey (1923-2017) indicò come monti Wenatchee quelli compresi tra i fiumi Wenatchee e Yakima e il passo di Stevens. Tra le caratteristiche significative della catena che descriveva nelle sue opere rientrava il monte Stuart, la seconda vetta non vulcanica più alta del Washington e una delle maggiori montagne granitiche degli Stati Uniti, i Cashmere Crags, il Lost World Plateau, Edward Plateau e Dragontail Plateau, il bacino dei laghi Enchantment ("uno degli esempi più meravigliosi di un deserto scolpito nel ghiaccio nella catena delle Cascate"), il torrente Icicle e la sua stretta valle a forma di U sopra profonda 1800 m, una delle maggiori del gruppo montuoso, e la caratteristica gola tortuosa del Canton Tumwater del fiume Wenatchee.
Secondo peakbagger.com, i monti Wenatchee rientrerebbero in un quadrilatero compreso tra la U.S. Route 2 all'altezza al passo di Stevens, all'incrocio del Columbia con l'Interstate 90, alla delimitazione tra i comuni di Cle Elum e Roslyn e, infine, tra il lago Cle Elum e il fiume omonimo. Ulteriori sottogruppi dei monti Wenatchee e le loro vette più alte come definite da peakbagger.com sono i monti Chiwaukum (il cui maggiore è Big Chiwaukum, con i suoi 2591 m), i North Wenatchee (Cashmere, 2591 m), la catena di Stuart (con il monte Stuart come punto culminante e alto 2870 m), l'area di Teanaway (Ingalls Peak, 2335 m), e la catena di Mission-Naneum (Mission Peak, 2096 m).
Il servizio GNIS della USGS definisce l'intervallo montuoso con un semplice elenco di sette punti in una linea, che varia dai pressi del passo di Paddy-Go-Easy e il monte Granite ai dintorni del passo di Blewett e del torrente Naneum.

### Cime maggiori
Elenco parziale delle vette:

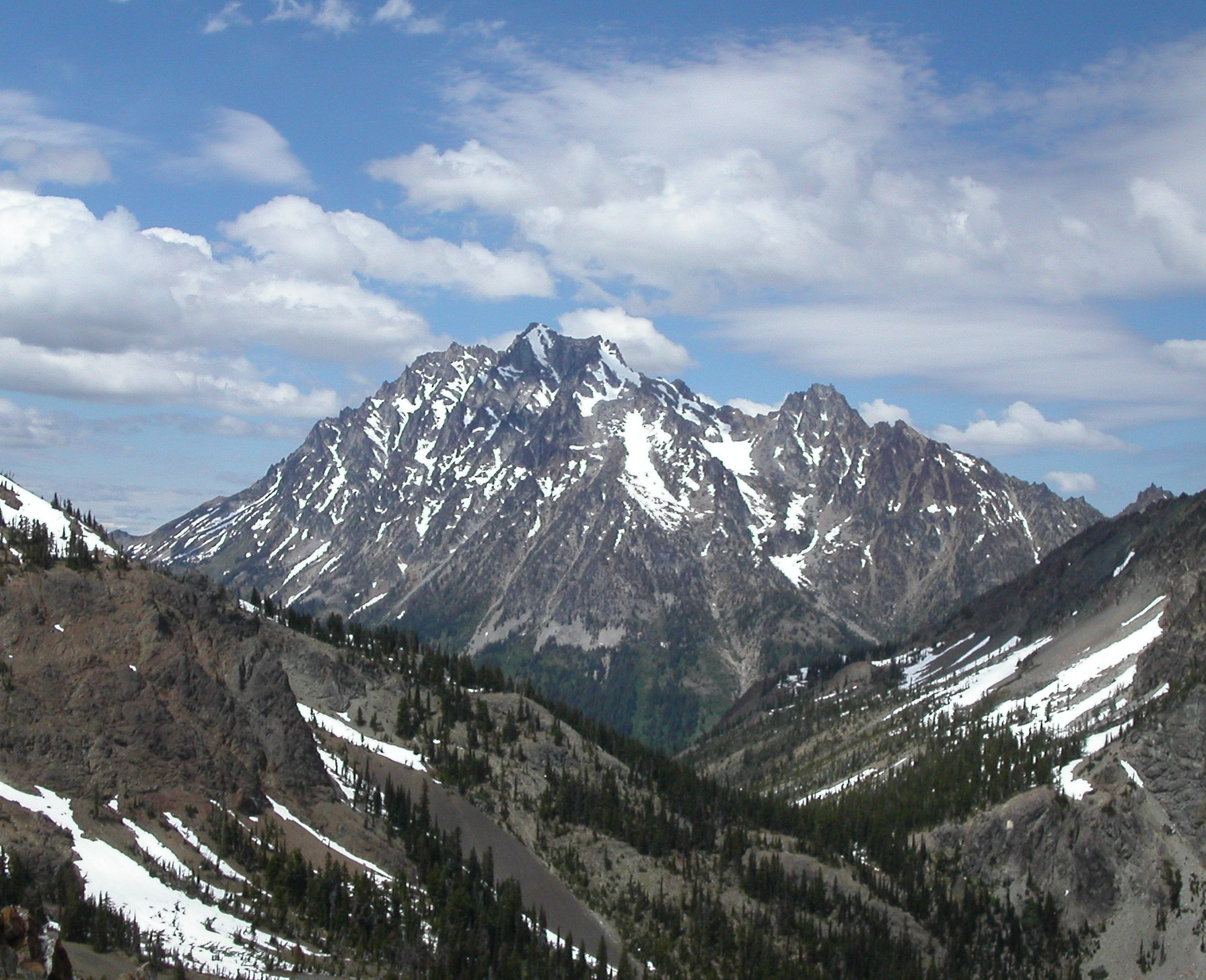
Il monte Stuart visto da sud

- Monte Stuart - 2870 m - 47°28′30″N 120°54′11″W[4]
- Dragontail Peak - 2685 m - 47°28′43″N 120°50′00″W[5]
- Colchuck Peak - 2593 m - 47°28′42″N 120°50′47″W[6]
- Monte Cannon - 2633 m - 47°30′10″N 120°48′09″W[7]
- Sherpa Peak - 2584 m - 47°28′19″N 120°53′20″W[8]
- Enchantment Peak - 2600 m - 47°29′15″N 120°48′23″W[9]
- Witches Tower - 2600 m - 47°28′36″N 120°49′32″W[10]
- Monte Cashmere - 2575 m - 47°33′31″N 120°50′50″W[11]
- Argonaut Peak - 2551 m - 47°28′12″N 120°51′41″W[12]
- Little Annapurna - 2578 m - 47°28′06″N 120°48′52″W[13]
- McClellan Peak - 2507 m - 47°28′13″N 120°47′09″W[14]
- Monte Eightmile - 2397 m - 47°31′56″N 120°53′51″W[15]
- The Cradle - 2204 m - 47°33′39″N 121°01′59″W[16]
- Monte Hawkins - 2180 m - 47°27′01″N 121°00′05″W[17]
- Monte Granite - 2153 m - 47°34′51″N 121°05′27″W[18]
- Earl Peak - 2139 m - 47°24′36″N 120°50′34″W[19]
- Mac Peak - 2084 m - 47°37′39″N 121°07′30″W[20]
- Three Brothers - 2226 m - 47°25′24″N 120°46′32″W[21]
- Monte Trico - 2020 m - 47°35′50″N 121°06′49″W[22]
- Monte Thunder - 1998 m - 47°39′21″N 121°07′55″W[23]
- Slippery Slab Tower - 1937 m - 47°40′07″N 121°07′34″W[24]

## Ecologia

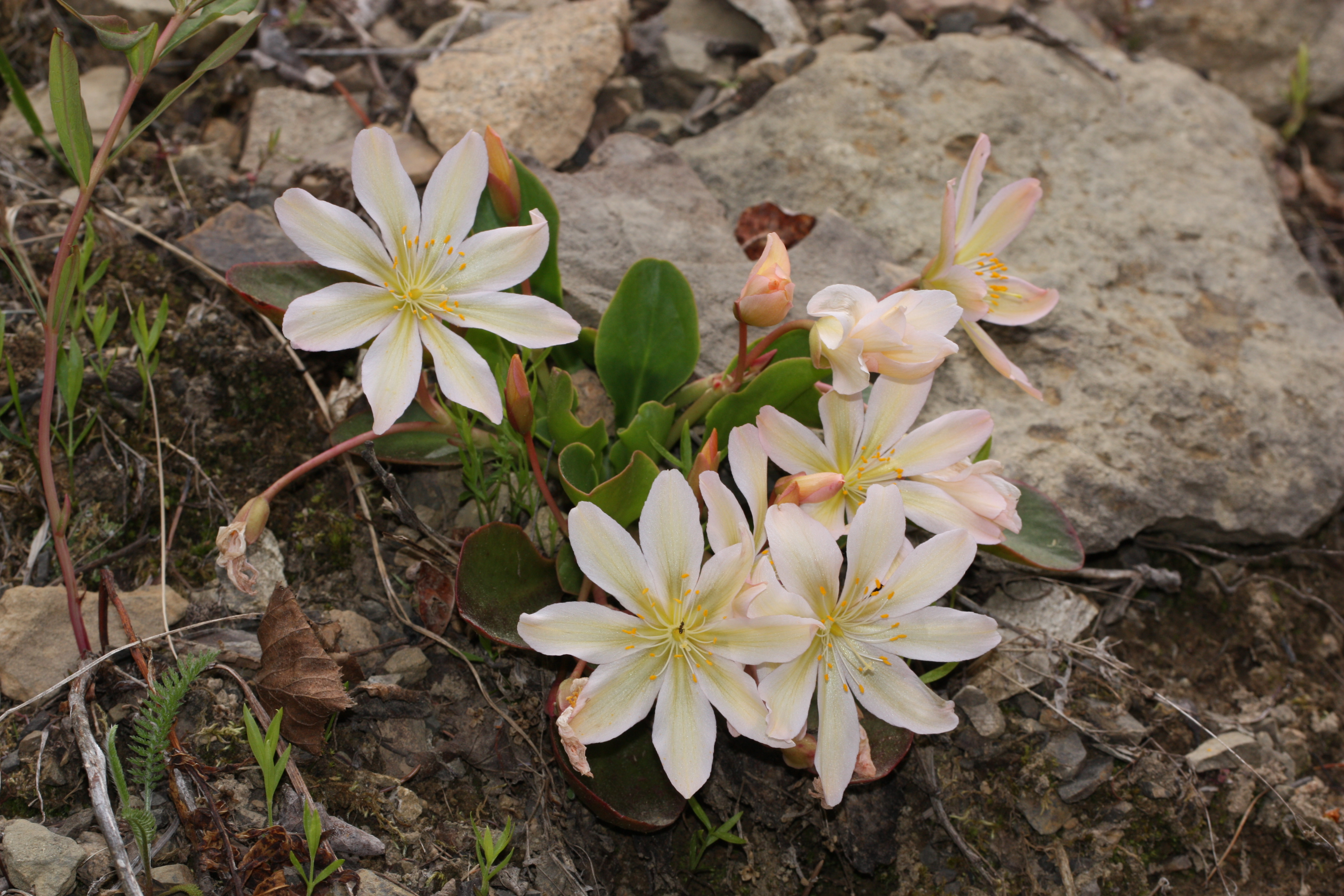
Lewisiopsis tweedyi presso Tronsen Ridge

I monti Wenatchee si trovano nell'ombra pluviometrica della catena principale delle Cascade, ragion per cui il clima è più secco e gli alberi crescono di meno. Malgrado la penuria di alberi di grosso fusto, si possono spesso scorgere campi di fiori selvatici e praterie di alta quota. I suoli composti di serpentinite e peridotite condizionano invero anch'essi la varietà vegetale presente in zona.
Le montagne di Wenatchee ospitano numerose specie vegetali rare, endemiche o disgiunte, tra cui Androsace nivalis var. dentata, Claytonia megarhiza var. nivalis Delphinium viridescens, Lewisiopsis tweedyi, Trifolium thompsonii, e Valeriana columbiana. La Sidalcea origano var. calva si trova solo lungo il torrente Peshastin, a sud di Leavenworth: si tratta della pianta più rara presente nello stato del Washington e attualmente figura nell'elenco delle specie in pericolo.